# ZF TRW
Die ZF TRW Automotive Holdings Corp. (Thompson Ramo Wooldridge) ist ein amerikanischer Konzern der Automobilzuliefererindustrie mit Hauptsitz in Livonia/Michigan. TRW Automotive war bis zur Eingliederung in die ZF Friedrichshafen AG an der New York Stock Exchange notiert.

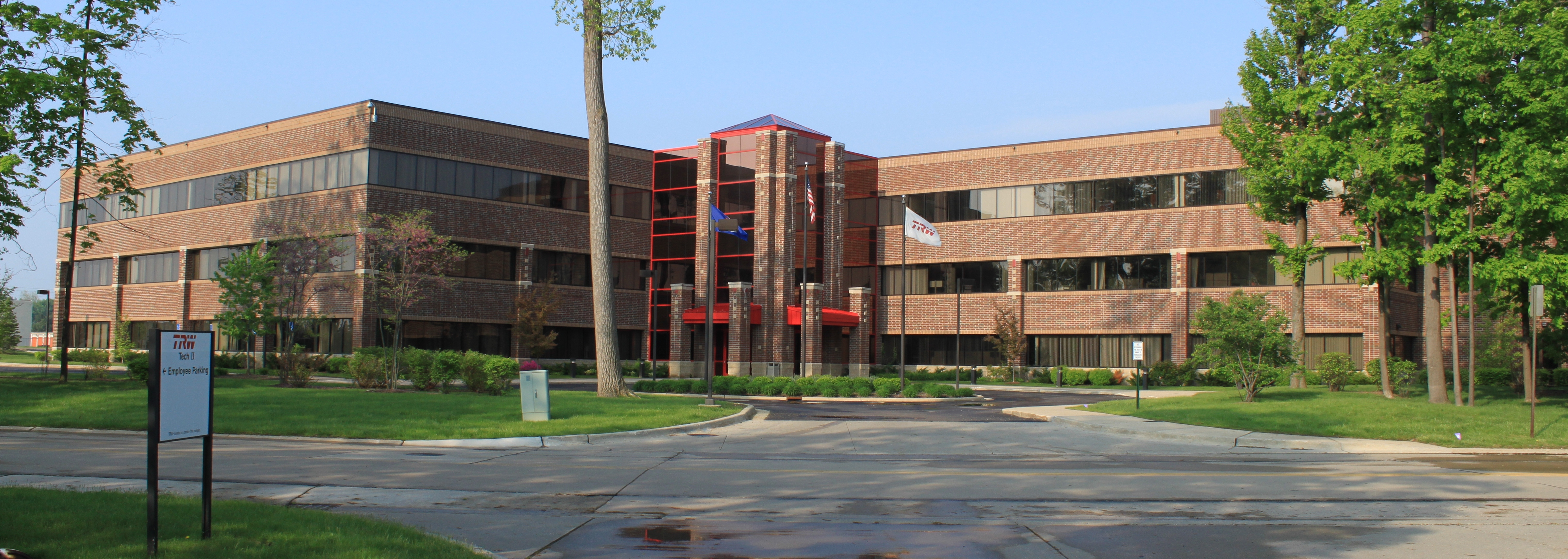
Hauptgebäude der ZF TRW Automotive in Livonia

## Geschichte und Struktur

### Geschichte
Der Rüstungs-, Raumfahrt- und Elektronikkonzern TRW übernahm 1997 die Sparte Airbag- und Lenkradsysteme von Magna International und die TEMIC Bayern-Chemie Airbag in Aschau am Inn von Daimler-Benz sowie BDM International. Diese wurden zur TRW Airbag Systems und brachten den Einstieg in den Bereich der Insassenschutzsysteme. TRW war 1998 der erste Automobilzulieferer, der ein komplettes Insassenrückhaltesystem für ein Serienfahrzeug, die Mercedes-Benz M-Klasse, entwickelte. TRW lieferte den ersten zweistufigen Generator für Airbags. 1999 übernahm TRW den Automobilzulieferer LucasVarity (aus der Fusion von Lucas Industries und Varity entstanden).
TRW Automotive entstand 2002 durch Ausgründung und Verkauf aus der TRW Inc., indem am 12. Dezember 2002 Northrop Grumman die Rüstungssparte kaufte, während der Finanzinvestor Blackstone Group die Automobilsparte 2003 unter der Firma TRW Automotive kaufte.
Zusammen mit Michelin gründete TRW die EnTire Solution, ein 50:50-Joint-Venture zur Entwicklung von Reifendruckkontrollsystemen (Tyre Pressure Monitoring System, TPMS). Firmensitz ist Farmington Hills im US-Bundesstaat Michigan. 2004 ging TRW Automotive Holdings Corp. an die New Yorker Börse. TRW Automotive übernahm 2005 die Mehrheit an der Dalphi Metal España S.A., Madrid, Spanien (Dalphimetal), einem Hersteller von Airbagsystemen und Lenkrädern.
Im September 2014 akzeptierte TRW Automotive eine Übernahme durch die ZF Friedrichshafen AG, welche im ersten Halbjahr 2015 abgeschlossen sein sollte. Der Barpreis betrug 12,4 Mrd. US$. Fast zeitgleich wurde der Verkauf der Sparte Motorventile an Federal-Mogul bekanntgegeben.
Seit 15. Mai 2015 ist ZF TRW eine Division der ZF Friedrichshafen AG und wird dort unter dem Namen Aktive & Passive Sicherheitstechnik geführt.
Die Europäische Kommission hat am 5. März 2019 für einen Verstoß gegen die EU-Kartellvorschriften Geldbußen in Höhe von insgesamt 368.277.000 Euro gegen das schwedische Unternehmen für automobile Sicherheitssysteme, Autoliv und das von der deutschen ZF Friedrichshafen aufgekaufte US-Unternehmen ZF TRW verhängt. Dem japanischen Unternehmen Takata wurde die Geldbuße erlassen, weil das Unternehmen als Kronzeuge die Kommission von dem Kartell in Kenntnis gesetzt hatte. Betroffene Produktmärkte waren die Märkte für Sicherheitsgurte, Airbags und Steuerräder zur Belieferung der Automobilhersteller BMW und Volkswagen.

### Unternehmensstruktur
ZF TRW hat als Automobilzulieferer weltweit ca. 65.000 Mitarbeiter an mehr als 185 Standorten in Europa, Nord- und Südamerika, Südafrika und Asien. ZF TRW als einer der größten Automobilzulieferer ist nach eigenen Angaben Weltmarktführer im Bereich Scheibenbremssysteme, elektrisch unterstützte Lenksysteme sowie Sicherheitsgurte und führend im Bereich Airbags, Fahrerassistenzsysteme, Antriebsschlupfregelsysteme, Antiblockiersysteme, Schalter, Sensoren und Elektronikkomponenten, Softwaretechnologien und Befestigungssysteme aus Kunststoff.
ZF TRW erzielte im Jahr 2013 einen Umsatz von 17,4 Mrd. US-Dollar, davon ca. 49 % in Europa. Im Bereich der aktiven und passiven Fahrzeugsicherheit ist ZF TRW für alle namhaften Automobilhersteller weltweit als Erstausrüster tätig.
In Deutschland beschäftigt ZF TRW ca. 10.500 Mitarbeiter an 18 Standorten.